# Авъл Цецина Север
Авъл Цецина Север (на латински: Aulus Caecina Severus) е римски сенатор и военачалник.

## Биография
Цецина е роден през 40-те години пр.н.е. Той произлиза вероятно от Volaterrae (Волтера), както други от неговата фамилия Цецинии (Caecinae). През 1 г. пр.н.е. е суфектконсул.
За 6 и 7 г. е изпратен като първият управител на новата римска провинция Мизия и взема участие в потушаването на въстанието в Панония. През 6 г. сл.н.e. побеждава бреуките, и трябва да се върне обратно в Мизия, която е заплашена от нападения от даките, язигите и сарматите. Бие се заедно с царя на траките Реметалк I.